# Heimattreue Deutsche Jugend

Logo

Die Heimattreue Deutsche Jugend e. V. (HDJ) war ein 1990 gegründeter rechtsextremer deutscher Jugendverband mit neonazistischer Ausrichtung in der Rechtsform eines eingetragenen Vereins mit schätzungsweise vierhundert Mitgliedern. Der Verein war in der rechtsextremen Szene verwurzelt und organisierte vor allem Zeltlager für Kinder und Jugendliche, die dort militärisch gedrillt und ideologisch geschult wurden. Deutliche personelle Kontinuität bestand zur 1994 verbotenen Wiking-Jugend (WJ). Die HDJ wurde am 31. März 2009 durch den damaligen Bundesinnenminister Wolfgang Schäuble mit sofortiger Wirkung verboten.

## Geschichte

### Abspaltung vom Bund Heimattreuer Jugend
Die Heimattreue Deutsche Jugend ging als Abspaltung des rechtsextremen Flügels aus dem Bund Heimattreuer Jugend – Der Freibund hervor. Der Freibund ist eine Organisation, die sich in Traditionen und Formen an der Bündischen Jugend orientiert und bis Ende der 80er Jahre eng mit neonazistischen Organisationen zusammenarbeitete. Nach einem internen Richtungsstreit zwischen 1975 und 1988 wandte sich die Organisation weitgehend vom militanten Rechtsextremismus ab. Daraufhin verließ 1990 der rechtsextreme Flügel den Freibund und gründete Die Heimattreue Jugend e. V. (DHJ). Die neue Organisation hatte ihren Schwerpunkt in Norddeutschland, ihr Sitz war Kiel. Zu diesem Zeitpunkt war die Organisation weitgehend bedeutungslos und umfasste nur einen kleinen Kreis von Aktiven.

### Neuausrichtung
Mit der Amtsübernahme durch eine neue Bundesführung begann 1999 der Wiederaufbau der Organisation. 2000 erfolgte die Änderung des Namens in Heimattreue Deutsche Jugend. Der eingetragene Verein mit der vollständigen Bezeichnung „Heimattreue Deutsche Jugend (HDJ) – Bund zum Schutz für Umwelt, Mitwelt und Heimat e. V.“ hatte seinen Sitz in Plön, agierte jedoch vor allem von Berlin aus, wo sich auch das Postfach des Vereins und seiner Verbandszeitung befand.
Größeres Medienaufsehen erregte ein Zeltlager der HDJ im Sommer 2006 nahe Fromhausen unweit von Detmold, an dem auch Aktivisten der verbotenen Wiking-Jugend leitend beteiligt waren. Weiter ins Blickfeld der Öffentlichkeit rückte die HDJ im Herbst 2006 mit dem Einzug des HDJ-Aktivisten und Kameradschaftsführers Tino Müller für die NPD in den Landtag von Mecklenburg-Vorpommern und dem Angriff auf die Journalistin Andrea Röpke und zwei Kollegen am Rande einer HDJ-Veranstaltung in Blankenfelde (Brandenburg).

### Verbotsverfügung
Nachdem die HDJ in den Fokus der Öffentlichkeit geraten war, wurde sie zunehmend auch von Verfassungsschutzbehörden und Innenministerien beobachtet. Im Oktober 2007 untersagte das Bundesministerium des Innern der HDJ das Tragen von Uniformen. Gegen mehrere Angehörige der Organisation war zuvor Anklage wegen eines Verstoßes gegen das im Versammlungsgesetz verankerte Uniformverbot auf öffentlichen Versammlungen erhoben worden. Die Bundestags-Fraktionen von FDP und Bündnis 90/Die Grünen beantragten im Juli 2008 die Prüfung eines Vereinsverbots gegen die HDJ durch die Bundesregierung; ein gleichgerichteter Antrag der Fraktion der Partei Die Linke folgte im September 2008. Auch nach dem Uniformverbot erschienen die Kinder und Jugendlichen auf Fotos im Kalender 2008 in Uniformen. Zudem wurden die Mitglieder aufgefordert, sich nicht an das Uniformverbot zu halten.
Im August 2008 wurde ein Zeltlager der HDJ im Landkreis Güstrow aufgelöst und auf Beschluss des Amtsgerichts Güstrow durchsucht. Dabei wurden zahlreiche Gegenstände mit Hakenkreuzen sichergestellt. Den Forderungen nach einem Vereinsverbot schlossen sich darauf alle Landtagsfraktionen Mecklenburg-Vorpommerns mit Ausnahme der NPD, die sich solidarisch mit der HDJ erklärte, und zahlreiche weitere Bundes- und Landespolitiker an.
Am 9. Oktober 2008 wurden auf Veranlassung des Bundesministeriums des Innern bundesweit Durchsuchungen bei nahezu 100 Angehörigen der Organisation durchgeführt. Hintergrund der Durchsuchungen waren nach Mitteilung des Ministeriums „tatsächliche Anhaltspunkte, dass sich die HDJ gegen die verfassungsmäßige Ordnung richtet“.
Die Organisation wurde am 31. März 2009 vom deutschen Innenminister Wolfgang Schäuble nach § 3 Vereinsgesetz mit sofortiger Wirkung verboten. Grund für das Verbot war die im Verein betriebene „Heranbildung einer neonazistischen ‚Elite‘“ und die „ideologische (…) Einflussnahme auf Kinder und Jugendliche durch Verbreitung völkischer, rassistischer, nationalistischer und nationalsozialistischer Ansichten im Rahmen vorgeblich unpolitischer Freizeitangebote“. Mit der Zustellung der Verbotsverfügung wurden in vier Bundesländern „Durchsuchungs- und Beschlagnahmemaßnahmen gegen führende Mitglieder der HDJ“ eingeleitet. Das Verbot wurde am 1. September 2010 durch das Bundesverwaltungsgericht bestätigt. Schon zuvor war die HDJ mit einem Antrag gegen den Sofortvollzug des Verbots gescheitert.

### Juristische Auseinandersetzungen wegen HDJ-Aktivitäten
Der Bundesführer Sebastian Räbiger wurde 2008 vom Amtsgericht Zossen wegen gefährlicher Körperverletzung verurteilt. Die Strafe belief sich auf 100 Tagessätze zu je 30 Euro. Er hatte im November 2006 am Rande des „Märkischen Kulturtags“ in Blankenfelde zwei Journalisten angegriffen, darunter die über die HDJ konspirativ recherchierende Journalistin Andrea Röpke. Seine Berufung gegen das Urteil wurde am 28. Juni 2010 vom Landgericht Potsdam verworfen.
Im Mai 2010 saßen die ehemaligen norddeutschen HDJ-Mitglieder Ragnar D. und Christian F. in Berlin auf der Anklagebank, weil sie im Januar 2007 vor Kindern und Jugendlichen eine „Rasseschulung“ nach nationalsozialistischem Vorbild samt dem antisemitischen Propagandafilm „Der ewige Jude“ durchgeführt hatten. Zudem hatte D. im Mai 2006 im mecklenburg-vorpommerischen Kölzin ein „Pimpfenlager“ der HDJ mitorganisiert. Zum Programm in dem Ferienlager gehörten für die Kinder unter anderem Fackelzüge in Uniform. Dort bastelte er mit ihnen zudem Gipsmasken, die zum Teil mit Hakenkreuzen versehen waren. Die beiden Angeklagten wurden wegen Volksverhetzung und Verbreitens von Propagandamitteln verfassungswidriger Organisationen zu 17 Monaten und zwölf Monaten Haft auf Bewährung verurteilt. Eine Mitangeklagte erhielt eine Geldstrafe.

## Aktivitäten
Zur Zielgruppe der 1990 gegründeten Organisation gehörten Kinder und Jugendliche im Alter von 7 bis 29 Jahren. Nach außen vertrat die HDJ das Bild eines weitestgehend unpolitischen Trägers der Jugendarbeit. Laut Vereinssatzung war seine Hauptaufgabe, „die Jugend zu dem Nächsten hilfreichen, der Heimat und dem Vaterland treuen und dem Gedanken der Völkerverständigung aufgeschlossenen Staatsbürgern“ heranzubilden. Die Mitglieder der HDJ verabscheuten allerdings eine pazifistische Lebenseinstellung. Tolerantes Verhalten gegenüber Schwächen und Anderssein wurde von der HDJ als niedere Charaktereigenschaft eingestuft.
Neben der Durchführung von Zeltlagern gehörten auch Großfahrten, Jugendlager und Sport- und Bildungsveranstaltungen zum Programm des Vereins. Dabei wurden zur „Formung von Körper und Charakter“ regelmäßig Sportübungen und Leistungsmärsche wie Edelweißmarsch, Messerprobe und 150-km-Marsch veranstaltet. Das größte und wichtigste Treffen war das alljährliche Pfingstlager mit mehreren hundert Teilnehmern. Hinzu kamen über das ganze Jahr verteilt regional oder altersmäßig beschränkte Sommer- und Winterlager und Lager mit Arbeitsschwerpunkten wie Fanfarenzuglager und Fallschirmsprunglager.
Neben den Sportveranstaltungen und Aktivitäten in den Bereichen Kultur und Brauchtum wie Plätzchenbacken, Volksliedersingen und Volkstanz wurden in unregelmäßigen Abständen politische Schulungen durchgeführt, die Vorträge von Mitgliedern oder geladenen Referenten zu Themen wie die Flucht und Vertreibung der Deutschen zwischen 1944 und 1948 oder die Luftangriffe auf Dresden umfassten. Darüber hinaus wurden zusammen mit anderen Anhängern der rechtsextremen Szene so genannte Heldengedenkfeiern in zeitlicher Nähe zum Volkstrauertag sowie Sonnenwendfeiern veranstaltet.

## Ideologie
Die HDJ beschrieb sich als „aktive, volks- und heimattreue Jugendbewegung für alle deutschen Mädel und Jungen im Alter von 7 bis 29 Jahren“. Wichtigstes Ziel der Organisation sei „ein unabhängiges Deutschland in einem Europa der freien Völker“ gewesen. Daneben engagierte sie sich „gegen die Verenglischung unserer Muttersprache“.
Ein paramilitärischer Charakter wurde durch Fahnenappelle, Geländespiele, Marschieren in Reih und Glied mit Fahnenträgern und Fanfarenzügen und das Tragen uniformähnlicher Pflichtkleidung erzeugt. Besonders der Landsknechttrommel mit Flammenzeichnung (auch ein Sinnbild der Hitlerjugend) bediente sich die HDJ, die Mitgliedschaft in ihren Trommlergruppen blieb gemäß historischem Vorbild männlichen Mitgliedern vorbehalten.
Nach Einschätzung der Berliner Verfassungsschutzbehörde war der Verein neonazistisch ausgerichtet. Es „wird (in der HDJ) systematisch ein rechtsextremistisches, am Ideal der ‚Volksgemeinschaft‘ orientiertes Weltbild vermittelt. Das Lebensbundkonzept soll darüber hinaus verhindern, dass ältere Mitglieder nach Familiengründung aus der rechtsextremistischen Szene ausscheiden.“ Das Geschichtsbild der HDJ wurde als revisionistisch gewertet, verbunden damit auch territorialer Revisionismus. Das Landesamt sah eine inhaltliche und formale Nähe zur verbotenen Wiking-Jugend. Das nordrhein-westfälische Innenministerium bezeichnete die HDJ als Vertreter einer „völkisch-nationalistische(n) Ideologie“, zu dessen Weltanschauung auch ein „Bekenntnis zum Neuheidentum“ gehöre.

## Organisation
Der Verein wurde von einer Bundesführung geleitet, die laut Satzung aus dem Bundesführer (zuletzt Sebastian Räbiger) und seinem Stellvertreter (zuletzt Thomas Eichler), der Bundesmädelführerin (zuletzt Holle Böhm), dem Bundeskassenwart sowie weiteren Mitarbeitern bestand, zu denen der Bundesgeschäftsführer, der Bundesfahrtenführer, der Leitstellenführer, der Pressereferent und die Pressesprecher der Familien- und Freundeskreise und der Sprecher des Ehrenrates als Vertreter der Ehrenmitglieder gehörten. Die Bundesführung wurde alle drei Jahre auf dem jährlich stattfindenden Bundesjugendtag gewählt.
Die Mitgliederbasis der HDJ gliederte sich 2009 in sieben regionale Einheiten: Preußen, Mecklenburg und Pommern (die Bezeichnung des Bundeslands Mecklenburg-Vorpommern wurde bewusst vermieden, um einen Anspruch auf das bis 1945 zu Deutschland und seither zu Polen gehörende Hinterpommern deutlich zu machen), Franken, Schwaben, Hessen, Sachsen, Hermannsland (nach dem falsch verdeutschten Namen für den Cherusker Arminius, umfasste im Wesentlichen das Bundesland Nordrhein-Westfalen und war vor allem in Ostwestfalen aktiv) und Schleswig-Holstein. Seit Mai 2004 existierten als übergeordnete Struktur vier so genannte Leitstellen: Nord, West, Mitte und Süd. Letztere war auch für Mitglieder in Österreich und Südtirol zuständig. Mitglieder, in deren Nähe keine Einheit existierte, waren den nächstgelegenen Einheiten oder den zuständigen Leitstellen zugeordnet.
Dem Verein angegliedert waren so genannte „Freundes- und Familienkreise“ (FFK), die den Verein materiell und organisatorisch unterstützten. Damit wurden in die Vereinsarbeit auch die Familien der Kinder und Jugendlichen integriert, womit sich der Sympathisantenkreis deutlich über die rund 400 Mitglieder, im Alter von 7 bis 29 Jahren, hinaus erweiterte. Die FFK dienten der Verwirklichung des „Lebensbundprinzips“, indem sie Mitglieder auch nach ihrem altersmäßigen Ausscheiden an den Verein banden.

### Uniformen
Bis zum Verbot durch das Bundesministerium des Innern 2007 zeichneten sich die Mitglieder bei den gemeinsamen Veranstaltungen durch ihre uniformähnliche Pflichtkleidung aus, die den Aufzügen einen paramilitärischen Charakter verlieh. Die männlichen Kinder und Jugendlichen trugen Grauhemd oder Jungenschaftsjacke als Reminiszenz an die bündische Jugendbewegung des 20. Jahrhunderts, die Mädchen und jungen Frauen „Mädelbluse“ und langen blauen Rock. Auf der Kleidung waren Verbands- und Sonderabzeichen im Stile militärischer Abzeichen und Orden angebracht.

### Die Verbandszeitung „Der Funkenflug“
Als Kommunikationsorgan des Vereins erschien die Verbandszeitung „Der Funkenflug – jung stürmisch volkstreu“ in insgesamt acht Jahrgängen. Im Jahr erschienen durchschnittlich vier Ausgaben. Eine Ausgabe umfasste 24 Seiten. In der Zeitung wurden neben Berichten zur Arbeit des Vereins und Naturkundelehre Angehörige der Wehrmacht und der Waffen-SS sowie Repräsentanten des NS-Regimes wie die nationalsozialistische Fliegerikone Hanna Reitsch oder der „Kriegsheld“ Hans-Ulrich Rudel verherrlicht und von ehemaligen Angehörigen der Waffen-SS die Tapferkeit deutscher Soldaten beschworen. Häufig waren Erinnerungen an die „glückliche, zufriedene Vergangenheit in den 30er Jahren“ und unmittelbare Bezüge zur HJ. Geschichtliche und biografische Darstellungen wurden z. B. im Funkenflug 2/2008 bis ins Detail über den militanten Werwolf gebracht: „… Volk ist lebendige Einheit, Menschheit ein leerer Sammelbegriff …“ Der Bundesführer Sebastian Räbiger wählte als Leitsatz für das Jahr 2006 die Worte: „Wenn für Dich Dein Volk alles ist und Du bereit bist, für das, was Du liebst, aufzustehen, alles zu wagen und zu kämpfen, dann ist Dein Platz bei uns!“, was an nationalsozialistische Parolen wie „Du bist nichts, Dein Volk ist alles“ und „Nun, Volk, steh auf und Sturm brich los“ (ursprünglich ein Zitat von Theodor Körner zum Beginn der Befreiungskriege, 1943 in der Sportpalastrede von Joseph Goebbels verwendet) erinnert.
Mit markigen Worten wie „Es lohnt sich nur zu leben für etwas, wofür sich auch zu sterben lohnt“ und „Heimattreuer, Du stellst das WIR der Gemeinschaft höher als das ICH des Einzelnen …“ wurde den jungen Lesern die Weltanschauung der HDJ vorgestellt (Funkenflug 2/2008). Im ersten Funkenflug des Jahres 2008 gab es für das 1. Quartal 2008 nur einen Buchtipp: „Mythos der Waffen-SS. Ruhm und Ehre unseren deutschen Soldaten“ von Herbert Schweiger.

## Einfluss auf die rechtsextreme Szene
Die geringe Mitgliederzahl täuscht über den tatsächlichen Einfluss, den die Organisation im rechtsextremen Umfeld entfaltete, hinweg. Neben den hunderten Jugendlichen, die hier geschult wurden, war die Organisation im rechtsextremen Spektrum gut vernetzt.

### „Märkischer Kulturtag“
Die HDJ veranstaltete seit 2001 in Zusammenarbeit mit den neonazistischen Gruppen Gemeinschaft Deutscher Frauen (GDF) und Berliner Kulturgemeinschaft Preußen (BKP) den „Märkischen Kulturtag“, eine konspirativ organisierte Veranstaltung in Brandenburg mit bis zu 250 Besuchern. Als Referenten traten bekannte Personen aus dem gesamten rechtsextremen Spektrum auf, so z. B. die Geschichtsrevisionisten und Holocaustleugner Udo Walendy und Jürgen Rieger, der ideologische Vordenker der Wiking-Jugend Herbert Schweiger und der ehemalige Wiking-Jugend-Bundesführer Wolfram Nahrath sowie NPD-Funktionäre wie Ralph Tegethoff oder Udo Pastörs.

### Wiking-Jugend
Deutliche personelle Kontinuitäten bestanden zur 1994 verbotenen Wiking-Jugend (WJ). Der letzte HDJ-Bundesführer Sebastian Räbiger war auch der letzte Gauführer der Wiking-Jugend für Sachsen. Deren ehemaliger Bundesführer Wolfram Nahrath wiederum war Mitglied und häufig Referent bei Veranstaltungen der HDJ. Auch weitere ehemalige Führungskader der WJ waren in der HDJ aktiv, so beispielsweise der Verantwortliche der WJ für den Gau Niedersachsen Manfred Börm oder der WJ-Gauführer Franken Dirk Nahrath.
Direkte programmatische Bezüge zur Wiking-Jugend vermied die HDJ, um ein Verbot als Nachfolgeorganisation der WJ zu vermeiden. Die Wesensverwandtschaft zur WJ sowie auch zu deren Vorbild, der Hitler-Jugend (HJ), war jedoch offensichtlich. So wurden beim Verbot der WJ unter anderem die Ähnlichkeit zwischen der Amtsbezeichnung HJ-Reichsführer und WJ-Bundesführer und die Bezeichnung Gaue für die Regionaleinheiten als Begründung angeführt. Sowohl die Bezeichnungen Bundesführer und Bundesmädelführerin als auch die Bezeichnung der Gaue in internen Einladungen wurden ebenso in der HDJ verwendet. Noch deutlicher zeigte sich der Bezug zum Nationalsozialismus, als bei einem Lager der HDJ im August 2006 nahe Fromhausen bei Detmold Zelte die Aufschriften „Führerbunker“ und „Germania“ trugen.

Othala-Rune auf Flagge der Wiking-Jugend

Die HDJ bemühte sich um die juristische Erlaubnis, die Odalrune wieder zu benutzen, und begründete dies mit dem Charakter der HDJ als Nachfolger des BHJ. Die Odalrune wurde neben dem BHJ auch von der Wiking-Jugend verwendet und ihre Nutzung nach deren Verbot untersagt. Optische Übereinstimmungen zeigte auch das Freizeithemd der HDJ, das den gleichen Aufdruck eines Adlers wie das Freizeithemd der WJ trug, bei dem lediglich die Organisationsnamen ausgetauscht wurden.

### NPD und JN
Zwischen der HDJ und der NPD/JN bestanden sowohl personelle als auch strukturelle Verbindungen. Das wohl bekannteste Mitglied der HDJ-Einheit Mecklenburg und Pommern war der NPD-Landtagsabgeordnete Tino Müller. An einem gemeinsamen Treffen der HDJ mit dem Nordischen Hilfswerk, einer der wichtigsten neonazistischen Organisationen in Skandinavien, das im Juli 2006 in Schweden stattfand, nahmen neben dem Kameradschaftsführer Lutz Giesen auch der NPD-Landtagskandidat und Führungskader der „Mecklenburgischen Aktionsfront“ David Petereit teil. Angehörige der HDJ beteiligten sich im Sommer 2006 am Wahlkampf der NPD bei der Landtagswahl in Mecklenburg-Vorpommern.
In der Einheit Preußen, der ältesten regionalen Einheit der HDJ, die bereits zur Zeiten der DHJ gegründet worden war, waren die NPD-Bundesvorstandsmitglieder Jörg Hähnel und Stella Palau aktiv. Ein weiteres Bundesvorstandsmitglied der NPD in den Reihen der HDJ war Manfred Börm. Neben ihnen nahmen auch weitere NPD-Führungskräfte und Mitglieder regelmäßig an Treffen und Veranstaltungen der HDJ teil, so an einem nach Albert Leo Schlageter benannten Fußballturnier oder einem weiteren Fußballpokal in Berlin, der nach dem Hitler-Jungen Herbert Norkus benannt war und ursprünglich von der Wiking-Jugend organisiert wurde. Die HDJ wiederum trat regelmäßig auf Veranstaltungen der NPD auf, so z. B. bei dem alljährlichen „Trauermarsch“ anlässlich der Bombardierung Dresdens, wo sie sich auch am Ordnerdienst beteiligten, beim Pressefest der Deutschen Stimme, bei dem 2006 in Dresden der Fanfarenzug und eine Tanzgruppe der HDJ auftraten, oder Saalveranstaltungen von NPD und JN, bei denen die HDJ mit Infoständen vertreten war.

### Weitere Kontakte
Eine langjährige Zusammenarbeit und personelle Verflechtung bestand zwischen der HDJ und der Deutschen Kulturgemeinschaft (DKG) und den mit dieser eng verbundenen Organisationen Freundeskreis Ulrich von Hutten e. V. und Notgemeinschaft für Volkstum und Kultur. Ebenso bestanden Kontakte zur rechtsextremen Deutschen Partei – Die Freiheitlichen.
Die HDJ unterhielt über Deutschland hinaus Kontakte zu rechtsextremen Organisationen in Europa. So beteiligten sich Vertreter der Organisation an einem Treffen mit dem Nordischen Hilfswerk und Nordiska Förbundet in Schweden, dem rechtsextremen Vlaams Nationaal Jeugdverbond (VNJ) in Belgien oder dem von dem Bund freier Jugend organisierten „Tag der volkstreuen Jugend“ in Österreich. Im Falle der Liquidation sollte das Vereinsvermögen der Satzung zufolge entweder an die „Stille Hilfe für Südtirol“ oder an die „Deutschen Freundeskreise in Ostdeutschland“ fallen, zwei Vereinigungen der deutschen Minderheit in Italien bzw. Polen.
Personelle Verbindungen bestehen zur „Interessengemeinschaft Fahrt und Lager“ der JN, die teilweise als Nachfolgeorganisation angesehen wird.
Mehrere ehemalige Mitglieder sind heute in der AfD und der Identitären Bewegung aktiv. Dazu gehören auch Mitarbeiter von AfD-Politikern.

## Bekannte ehemalige Mitglieder
- Nils Altmieks (* 1987), ehemaliger Leiter der Identitären Bewegung in Deutschland, nahm an mehreren HDJ-Camps teil[40]
- Manfred Börm (* 1950), NPD (heute: Die Heimat)-Politiker und ehemaliger Leiter des NPD-eigenen "Ordnungsdienstes" (OD), war bis zum Verbot Gauführer der Wiking-Jugend in Bremen/Niedersachsen[41]
- Lutz Giesen (* 1974), ehemaliger NPD-Mitarbeiter in Mecklenburg-Vorpommern und Aktivist neonazistischer Kameradschaften, seit 2024 als Politiker für die Freien Sachsen im Kreistag von Mittelsachsen tätig[42]
- Jörg Hähnel (* 1975), ehemaliger Berliner NPD-Landesvorsitzender und Mitglied des Bundesvorstandes,[43] er war bis zu ihrem Verbot 2009 als wichtige Führungsperson innerhalb der HDJ bekannt[44]
- Stella Hähnel (* 1972), ehemalige Bundessprecherin des Rings Nationaler Frauen (RNF) sowie Mitglied des NPD-Bundesvorstands[45]
- Eric Kaden (* 1976), rechtsextremer Verleger und Autor, seit 2022 als Referent für „Bildung, Kultur und Wissenschaft“ bei der AfD-Fraktion in Sachsen-Anhalt beschäftigt[46]
- Andreas Kalbitz (* 1972), Rechtsextremist und AfD-Politiker[47]
- Stefan Köster (* 1973), ehemaliger NPD-Landtagsabgeordnete in Mecklenburg-Vorpommern von 2006 bis 2016, stellvertretender Parteivorsitzender sowie Bundesschatzmeister, war bis zum Verbot Gruppenführer der Wiking-Jugend[48]
- Tino Müller (* 1978), führendes Mitglied des Heimatbund Pommern und ehemaliger NPD-Landtagsabgeordnete in Mecklenburg-Vorpommern von 2006 bis 2016[49]
- David Petereit (* 1981), ehemaliger Anführer der 2009 verbotenen Kameradschaft Mecklenburgische Aktionsfront (M.A.F.) aus dem Raum Neustrelitz sowie NPD-Landtagsabgeordnete von 2011 bis 2016 in Mecklenburg-Vorpommern[50]
- Sebastian Räbiger (* 1975), ehemaliger Gauleiter der Wiking-Jugend in Sachsen und von war von 2002 bis zu ihrem Verbot 2009 als "Bundesführer" der HDJ tätig[51]
- Sebastian Richter (* 1982), ehemaliger JN-Bundesvorsitzender von 2014 bis 2018, zuvor ab 2010 Leiter der JN-Unterorganisation IG Fahrt und Lager, die als HDJ-Nachfolgeorganisation gilt[52]